# Refuge de la Cougourde
Le refuge de la Cougourde est un refuge de montagne français dans le massif du Mercantour-Argentera. Situé à 2 100 mètres d'altitude sur le territoire de la commune de Saint-Martin-Vésubie, dans les Alpes-Maritimes. Il est situé dans le Haut-Boréon, au cœur du parc national du Mercantour.

## Accès
Depuis le parking supérieur du Boréon, suivre la direction du pont de Peirastreche, que l'on traverse, puis remonter main gauche un sentier qui quitte le GR.